# 红穗铁苋菜
红穗铁苋菜（学名：Acalypha hispida）为大戟科铁苋菜属下的一个种，原產熱帶亞洲。

## 扩展阅读
維基物種上的相關：红穗铁苋菜